# De Kalb (New York)
De Kalb est une ville du comté de Saint Lawrence, dans l'État de New York, aux États-Unis,. En 2010, elle comptait une population de 2 434 habitants.

## Démographie
Lors du recensement de 2010, la ville comptait une population de 2 434 habitants, tandis qu'en 2016, elle est estimée à 2 378 habitants.